# Szlak Sośnicowicki

Szlak Sośnicowicki – czarny znakowany szlak turystyczny w województwie śląskim.

## Informacje ogólne
Szlak prowadzi głównie wiejskimi polnymi drogami. Pomiędzy Sośnicowicami, a Trachami w Kuźniczce znajdują się zabudowania starej kuźni.

## Przebieg szlaku
- Trachy
- Sośnicowice
- Łany
- Kozłów
- Gliwice
- Rzeczyce